# Mirian III.
Mirian III. (gruzínsky: მირიან III) byl panovník Ibérského království. Vládl v letech 284–361. Byl zakladatelem královské dynastie Chosroidů. Byl svatořečen a požívá titulu rovný apoštolům.

## Život
Podle raně středověkých gruzínských letopisů byl Mirian prvním křesťanským králem Ibérie, který přijal křesťanství pod vlivem kappadocké misionářky Niny (asi 334). Je mu též připisováno ustavení křesťanství jako státního náboženství svého království (asi 337) a je gruzínskou pravoslavnou církví považován za svatého. Byl jedním z prvních panovníků starověkého světa, kteří přijali toto tehdy nové náboženství. Mirian se narodil v Íránu v dynastii Michranů a byl původně zoroastrijcem. Ibérský trůn mu zajistil sásánovský šáhanšáh Bahrám II., byl na něj dosazen již v sedmi letech, poté co si vzal dceru předchozího iberského vládce Aspagura Abešuru (zemřela bez potomků, když bylo Mirianovi 15 let). Mirian se jako sasánovský vazal zúčastnil krátké Narsého války proti Římanům v letech 297 až 298. Válka skončila drtivou sasánovskou porážkou, což přinutilo Narsého postoupit Arménii a Ibérii Římanům. Mirian se rychle přizpůsobil situaci a navázal s Římem úzké vztahy. Konverze ke křesťanství tomu pomohla a možná byla touto funkcí i motivována. Podle tradice byli Mirian a jeho druhá žena Nana – jež měla konvertovat ke křesťanství ještě před manželem – pohřbeni v klášteře Samtavro v Mcchetě. Římský historik Ammianus Marcellinus ho ve svých spisech nazýval Meribanes.